# Második Malan-kormány

## A kabinet felépítése
A halványan megjelenített sorokban szereplő minisztereket a kormány mandátumának lejárta előtt leváltották.
| Poszt | Poszt                                       | Miniszter          | Terminus           | Terminus           | Párt |
| Poszt | Poszt                                       | Miniszter          | Kezdete            | Vége               | Párt |
| ----- | ------------------------------------------- | ------------------ | ------------------ | ------------------ | ---- |
|       | Miniszterelnök                              | Hans Strydom       | 1954. november 30. | 1958. április 16.  | NP   |
|       | Miniszterelnök                              | D. F. Malan        | 1953. április 15.  | 1954. november 30. | NP   |
|       | Miniszterelnök-helyettes                    | C. R. Swart        | 1954               | 1958. április 16.  | NP   |
|       | Miniszterelnök-helyettes                    | N. C. Havenga      | 1953. április 15.  | 1954               | NP   |
|       | Agrárminiszter                              | S. P. le Roux      | 1953. április 15.  | 1958. április 16.  | NP   |
|       | Védelmi miniszter                           | F. C. Erasmus      | 1953. április 15.  | 1958. április 16.  | NP   |
|       | Gazdaságügyi miniszter                      | E. H. Louw         | 1953. április 15.  | 1954               | NP   |
|       | Az oktatás, művészet és tudomány minisztere | J. H. Viljoen      | 1953. április 15.  | 1957               | NP   |
|       | Pénzügyminiszter                            | Tom Naudé          | 1956               | 1958. április 16.  | NP   |
|       | Pénzügyminiszter                            | E. H. Louw         | 1954               | 1956               | NP   |
|       | Pénzügyminiszter                            | N. C. Havenga      | 1953. április 15.  | 1954               | NP   |
|       | Külügyminiszter                             | E. H. Louw         | 1955               | 1958. április 16.  | NP   |
|       | Külügyminiszter                             | Hans Strydom       | 1954               | 1955               | NP   |
|       | Külügyminiszter                             | D. F. Malan        | 1953. április 15.  | 1954               | NP   |
|       | Erdőügyi miniszter                          | F. C. Erasmus      | 1956               | 1958. április 16.  | NP   |
|       | Erdőügyi miniszter                          | J. H. Viljoen      | 1953. április 15.  | 1956               | NP   |
|       | Egészségügyi miniszter                      | J. H. Viljoen      | 1956               | 1957               | NP   |
|       | Egészségügyi miniszter                      | Tom Naudé          | 1954               | 1956               | NP   |
|       | Egészségügyi miniszter                      | A. J. R. van Rhijn | 1953. április 15.  | 1954               | NP   |
|       | Belügyminiszter                             | T. E. Dönges       | 1953. április 15.  | 1958. április 16.  | NP   |
|       | Igazságügyminiszter                         | C. R. Swart        | 1953. április 15.  | 1958. április 16.  | NP   |
|       | Munkaügyi miniszter                         | Jan de Klerk       | 1954               | 1958. április 16.  | NP   |
|       | Munkaügyi miniszter                         | B. J. Schoeman     | 1953. április 15.  | 1954               | NP   |
|       | Földművelési és öntözési miniszter          | P. O. Sauer        | 1954. november 30  | 1958. április 16.  | NP   |
|       | Földművelési és öntözési miniszter          | Hans Strydom       | 1953. április 15.  | 1954. november 30  | NP   |
|       | Bennszülöttügyi miniszter                   | Hendrik Verwoerd   | 1953. április 15.  | 1958. április 16.  | NP   |
|       | Posta- és kommunikációs miniszter           | Albert Hertzog     | 1954               | 1958. április 16.  | NP   |
|       | Posta- és kommunikációs miniszter           | Tom Naudé          | 1953. április 15.  | 1954               | NP   |
|       | Közmunkaügyi miniszter                      | Jan de Klerk       | 1954               | 1958. április 16.  | NP   |
|       | Közmunkaügyi miniszter                      | B. J. Schoeman     | 1953. április 15.  | 1954               | NP   |
|       | Népjóléti miniszter                         | J. J. Serfontein   | 1954               | 1958. április 16.  | NP   |
|       | Népjóléti miniszter                         | J. H. Viljoen      | 1953. április 15.  | 1954               | NP   |
|       | Közlekedési miniszter                       | B. J. Schoeman     | 1954               | 1958. április 16.  | NP   |
|       | Közlekedési miniszter                       | P. O. Sauer        | 1953. április 15.  | 1954               | NP   |

## Fordítás
- Ez a szócikk részben vagy egészben  a   Second Cabinet of D.F. Malan című angol Wikipédia-szócikk ezen változatának fordításán alapul.  Az eredeti cikk szerkesztőit annak laptörténete sorolja fel. Ez a jelzés csupán a megfogalmazás eredetét és a szerzői jogokat jelzi, nem szolgál a cikkben szereplő információk forrásmegjelöléseként.